# هبر (یوتا)
هبر (به انگلیسی: Heber City) شهری در ایالت یوتا کشور ایالات متحده آمریکا است که جمعیت آن در سرشماری سال ۲۰۱۰ میلادی، ۱۱٬۳۶۲ نفر بوده‌است.